# Barranc de Pamano
El Barranc de Pamano o de Bernui és un corrent fluvial del municipi de Sort (Pallars Sobirà), al Pirineu català.
Neix en un circ estret i allargassat de nord a sud del vessant sud del Montsent de Pallars, flanquejat a l'oest pel Serrat de la Mainera i al nord-est pel Serrat del Collet i el Serrat del Solà, que són continuïtat un de l'altre, de nord-oest a sud-oest. A la conca alta del Pamano encara constitueix el seu límit nord-est un tercer serrat continuació dels anteriors: el Serrat de Comamenre. Marcadament encaixat per aquests serrats, el Pamano va davallant de primer cap al sud, però fent moltes giragonses, deixant a la dreta tot el paratge de Pamano i els Clot del Congester i a l'esquerra, la Pala del Bonyente. En aquest tram l'únic element que denota la presència humana és la Cabaneta, situada a ponent del Clot de Fontalada i al nord del paratge de Pamano.
Quan el barranc arriba sota i al nord-est del Tossal de Pamano, rep per la dreta el Barranc de la Solaneta des Guineus i al cap de poc, també per la dreta, el Barranc de la Font des Vistes. Aleshores el Pamano comença a girar cap al sud-est, sempre amb un curs molt sinuós, i aviat rep per la dreta el Barranc del Triador, just després d'haver deixat a l'esquerra la Borda del Roi i els Corrals del Bonyente, al lloc on aflueix per l'esquerra el Barranc del Bonyente. Al costat nord-est de l'aiguabarreig d'aquests dos barrancs hi ha la Borda de Móra, a sota i a migdia del Serrat del Bonyente. En aquell moment el barranc emprèn cap a llevant, deixant al nord la Fenera i al sud Terres Llargues i deixa a l'esquerra el Tossalet de Figantano, on rep per aquell costat el Barranc de Comamaire.
Tot seguit, torna a girar cap al sud-est, passant pels nuclis de Llessui, Saurí, Bernui i Altron, a la vall d'Àssua, fins a unir-se amb el Rialbó a la cota 830 per afluir al torrent de Sant Antoni per la dreta, entre Escàs i Rialb, prop d'Altron.
El riu, juntament amb els paisatges que l'envolten i els pobles que travessa, va servir de font d'inspiració a Jaume Cabré per a escriure la coneguda novel·la Les veus del Pamano (Proa, 2004).
| «                                                     | "(...) – Li diuen lo riu dels mil noms –va fer el Ventura per estripar el tel que s'havia estès entre tots dos. – Per què, de mil noms? – Primer agafa el nom de la muntanya que l'alimenta i es diu Pamano. Més avall, alguns li diuen Bernui i, passat Bernui, es diu riu d'Altron i li canvia la veu i el gust. Les truites i tot, tenen la carn diferent, no tan melosa, no tan gustosa com la de les que es pesquen al Pamano. El Ventura va fer una pipada profunda. Era lluny. Mirava endavant, cap a la Torreta de l'Orri, però estava pescant a la riba del Pamano. – I més avall, cap al pont del Molí, passen a dir-li riu de Sant Antoni i deixa de cantar. | » |
| — Jaume Cabré, fragment de Les veus del Pamano (2004) | |   |